# País dels Somnis

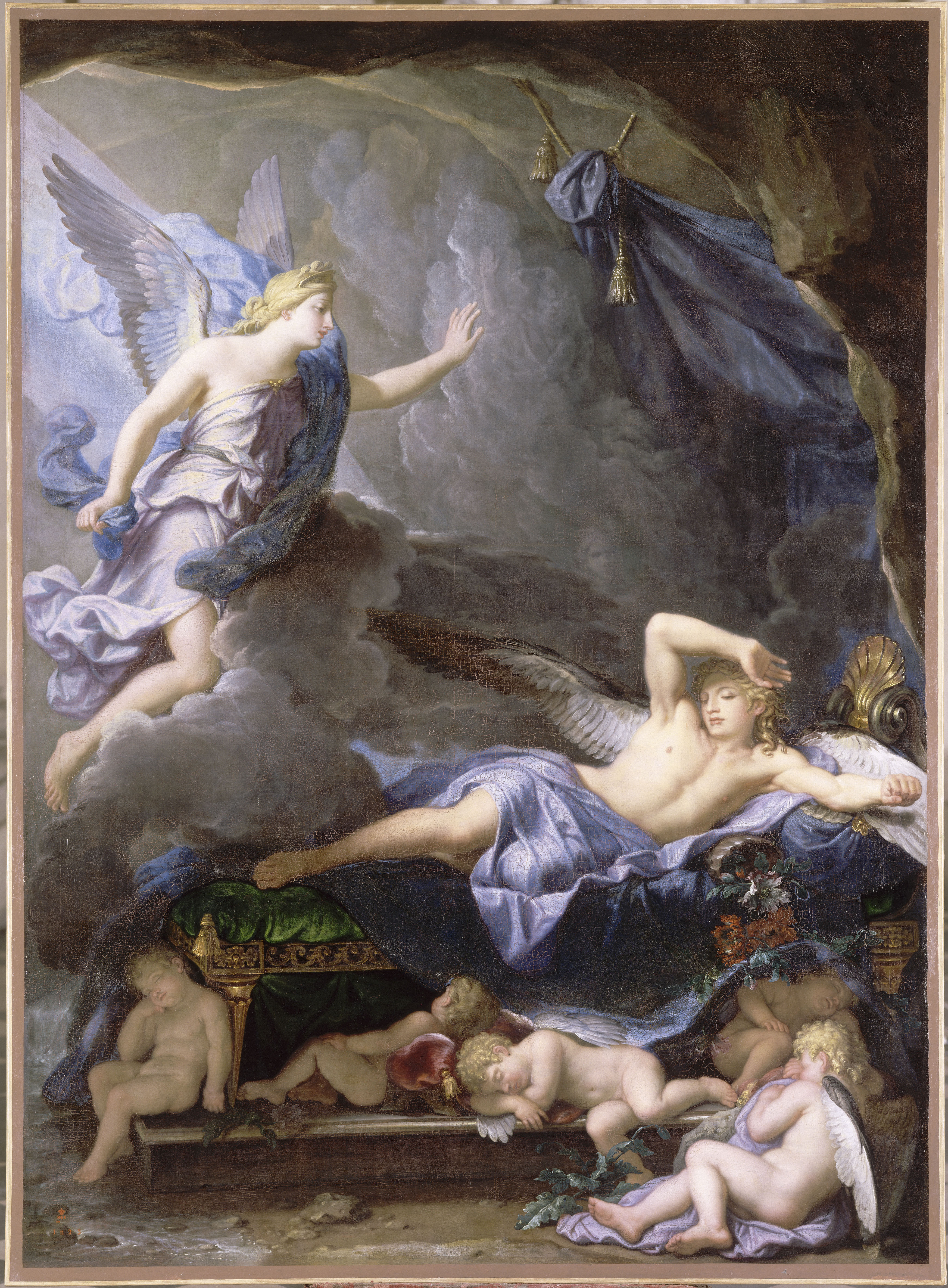
Morfeu despertant mentre s'acosta Iris, René-Antoine Houasse, 1690

En la mitologia grega, el País dels Somnis (en grec antic: δῆμος ὀνείρων, dêmos oneírōn) és un lloc de l'⁣inframon grec esmentat per Homer a l’⁣Odissea.  Homer localitza la terra més enllà dels rierols d’⁣Ocèan, el riu que envolta el món, i les portes del Sol, a prop del Prat de l'Asfòdel, on resideixen els esperits dels morts. Descrita com «la terra on s'acaba la realitat i tot és fabulós», el districte dels somnis està situat al costat del rierol d'Ocèan, el límit físic de l'espai còsmic, més enllà del qual es troba el regne de les imatges i els fantasmes.